# Eurysthaea rufiventris
Eurysthaea rufiventris là một loài ruồi trong họ Tachinidae.